# Jhonny da Silva
Jhonny Alexander da Silva (Pando, Canelones, 21 de agosto de 1991) es un futbolista uruguayo. Juega de arquero y actualmente milita en Montevideo Wanderers Fútbol Club de la Primera División de Uruguay Uruguay.

## Trayectoria
Su primer club fue el Tacuarembó Fútbol Club, donde realizó las divisionales formativas. Debutó en primera división en el Apertura 2009 de visitante en un partido ante el Defensor Sporting, donde le paró un penal a Diego de Souza.
Para el segundo semestre del 2012 fue cedido a préstamo al Club Atlético Nueva Chicago del ascenso argentino, donde debutó en la fecha 11 contra Instituto debido a los bajos rendimientos del arquero titular y sus buenas actuaciones en los entrenamientos. Sin embargo, recibió 4 goles en los dos partidos consecutivos que disputó, por lo que volvió a ingresar Daniel Monllor al arco titular de Chicago.
Luego de aquella temporada en el fútbol argentino, fue fichado por el Centro Cultural y Deportivo El Tanque Sisley de Uruguay. El jugador fue traspasado de  Tacuarembó al verdinegro para ganar minutos, a pesar de que en su primer semestre no tuvo minutos.
En el 2015 firma para el Atlético Huela de Colombia, jugando 60 partidos hasta el 2016. Para el año 2017 estuvo en el Tanque Sisley de Uruguay.
Ahora para el 2018 pasa a formar parte del Cúcuta Deportivo también de Colombia, este equipo juega en la Segunda División del Fútbol Colombiano.

## Clubes
| Club             | País      | Temporadas  | Partidos |
| ---------------- | --------- | ----------- | -------- |
| Tacuarembó       | Uruguay   | 2009 - 2011 | 37       |
| Nueva Chicago    | Argentina | 2012 - 2013 | 5        |
| El Tanque Sisley | Uruguay   | 2014        | 12       |
| Atlético Huila   | Colombia  | 2015 - 2016 | 60       |
| El Tanque Sisley | Uruguay   | 2017        | 12       |
| Cúcuta Deportivo | Colombia  | 2018 - 2019 | 18       |
| Villa Teresa     | Uruguay   | 2020 - 2021 | 11       |
| La Luz           | Uruguay   | 2022        | 26       |

## Palmarés

### Campeonatos nacionales
| Título    | Club             | País     | Año  |
| --------- | ---------------- | -------- | ---- |
| Primera B | Cúcuta Deportivo | Colombia | 2018 |